# 陳欣新

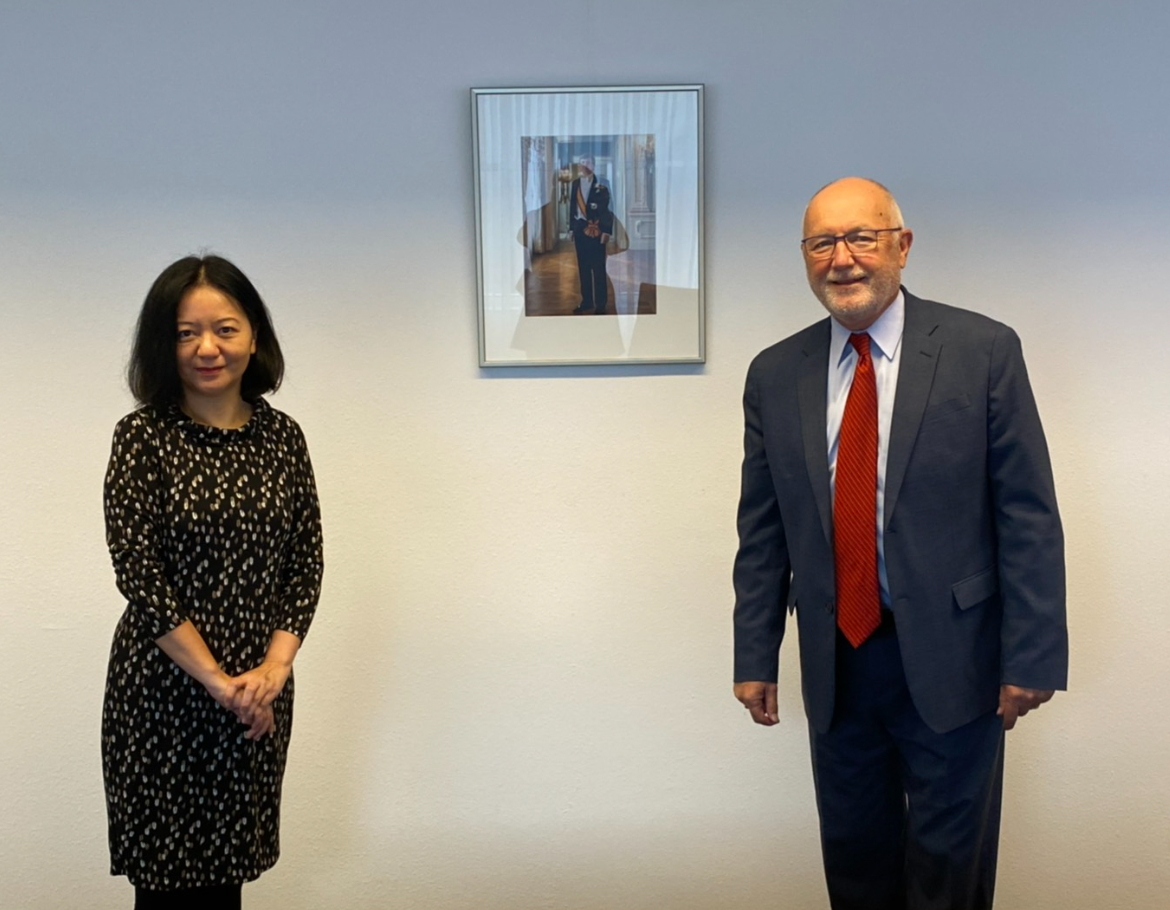
2020年12月，駐荷蘭代表陳欣新會見美國駐荷蘭大使胡克斯特拉。

陳欣新，中華民國外交官、政府官員。畢業於國立政治大學西洋語文學系英國文學組學士、喬治·華盛頓大學國際事務學院碩士，曾任中華民國駐模里西斯商務代表團三等秘書、駐瑞士臺北文化經濟代表團二等秘書、駐法國台北代表處政務組副組長／國會組長、外交部歐洲司副司長／代理司長、駐荷蘭台北代表處公使銜代表等職務，現任外交部禮賓處長。

## 職業生涯
駐荷蘭代表陳欣新多次以投書，或接受當地媒體訪問的形式，對於中華人民共和國的對台政策、中美貿易戰，以及香港修訂《逃犯條例》草案等問題發表看法。
2021年1月，美國駐荷蘭大使胡克斯特拉再次與陳欣新會面，並在Twitter表示歡迎台灣代表陳欣新到大使館，創下歷史，為爭取台灣的友誼，很高興他在美國政府世界各地的同事，將能夠在大使館裡接待來自這個充滿活力的民主國家的朋友。